# レンソ・サラビア
レンソ・サラビア（Renzo Saravia , 1993年6月13日 - ）は、アルゼンチン・コルドバ州ビジャ・デ・マリア出身のサッカー選手。カンピオナート・ブラジレイロ・セリエA・アトレチコ・ミネイロ所属。ポジションはDF。

## クラブ経歴
2012年にCAベルグラーノのトップチームに昇格。2015年シーズンにリーグ戦28試合に先発出場し、頭角を表す。2017-18シーズンより2シーズンはローン移籍でラシン・クラブでプレー。2019年に入り、ヨーロッパ各国の有力チームからの関心が報じられる。
2019年6月7日、FCポルトとの契約を締結。しかし、リーグ戦不出場の状態が続き、2020年2月29日にSCインテルナシオナルへレンタル移籍した。
2022年3月15日、ボタフォゴFRに加入した。

## 代表経歴
2018年9月8日のグアテマラ戦でアルゼンチン代表デビュー。10月16日にはブラジル戦に先発フル出場。試合は0-1で敗れたものの、試合後にはネイマールから称賛された。2019年ははコパ・アメリカ2019に出場した。